# Delphine Verheyden
Pour les articles homonymes, voir Verheyden.
Delphine Verheyden, née le 30 septembre 1971 à Melun, est une avocate française spécialisée dans le droit du sport.

## Biographie
Née en 1971 à Melun, Delphine Verheyden grandit à Maincy (Seine-et-Marne) où elle pratique le tennis et le karaté. Son père est ingénieur thermicien et sa mère femme au foyer ; elle a une sœur aînée.
Après un baccalauréat B, elle suit des études de droit à l'université Paris-Panthéon-Assas et devient avocate au barreau de Paris en 1998. Durant ses études, elle effectue des stages à Boston aux États-Unis dans une entreprise de l'industrie du sport,, puis à Paris, chez la maison d'éditions juridique Dalloz où elle travaille à la relecture du code du sport.
À la fin des années 1990, elle rencontre Jean-Jacques Bertrand, ancien avocat du cycliste Jacques Anquetil, avec qui elle écrit Le Sportif et son agent, paru en 1999 aux éditions du Puits Fleuri. Elle publie ensuite Agent de sportifs : Pleins feux sur une profession en développement en février 2004, toujours aux éditions du Puits Fleuri et préfacé par l'agent de footballeurs Frédéric Dobraje. À cette époque, elle est embauchée par le cabinet parisien August Debouzy où elle s'occupe des questions liées au sport et collabore avec la Fédération française de rugby. Elle devient associée  du cabinet Vivien & Associés en 2004, avant de fonder  le cabinet Verheyden & Cognard avec son plus ancien collaborateur en 2014, puis son propre cabinet, Verheyden avocats, en janvier 2021. Parallèlement, elle enseigne le droit du sport à l'Institut d'études politiques de Paris durant 10 ans.
À partir de 2007, elle devient l'avocate de grands sportifs français comme le judoka Teddy Riner, le biathlète Martin Fourcade, le céiste Tony Estanguet, la skieuse acrobatique Perrine Laffont, le perchiste Renaud Lavillenie ou encore l'athlète Kevin Mayer,,. Depuis 2015, alors qu'il n'était pas encore professionnel, elle conseille le footballeur Kylian Mbappé,.

### Vie privée
Elle est mère d'une fille.

## Publications
- avec Jean-Jacques Bertrand, Le Sportif et son agent, éditions du Puits Fleuri, 7 mai 1999, 272 p. (ISBN 9782867391330).
- Agent de sportifs : Pleins feux sur une profession en développement  (préf. Frédéric Dobraje), éditions du Puits Fleuri, 4 février 2004, 272 p. (ISBN 978-2867392375).